# Lost Society
Lost Society est un groupe de thrash metal finlandais, originaire de Jyväskylä. Le groupe est formé par Samy Elbanna, il fait ses débuts en 2010. Le groupe compte un total de quatre albums : Fast Loud Death en 2013, Terror Hungry en 2014, Braindead en 2016 et No Absolution en 2020.

## Biographie

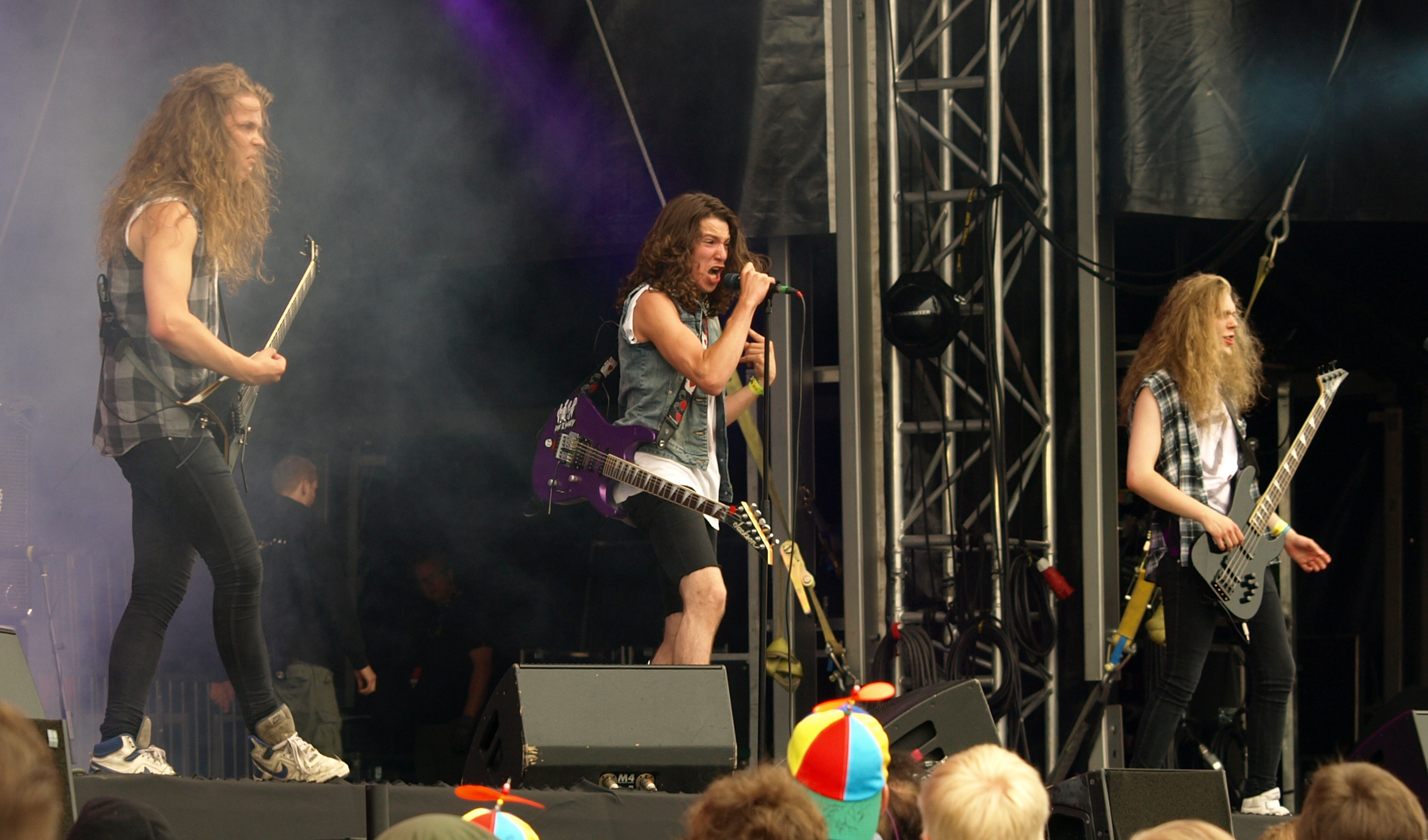
Lost Society au festival Tuska Open Air en 2013.

Le groupe participe dans un premier temps au concours GBOB (Global Battle of the Bands). Ils sortent vainqueurs de la finale à Helsinki puis, lors de la finale mondiale à Londres,. Le groupe signe avec Nuclear Blast en octobre 2012. Leur première apparition, Fast Loud Death, est positivement accueillie par les médias locaux,,,. Le groupe tourne avec Children of Bodom en Finlande en automne 2013.
En janvier 2014, ils ont l'occasion de jouer en France aux côtés des groupes Exarsis, Fueled by Fire et Suicidal Angels. En avril 2014, le groupe publie son deuxième studio album, intitulé Terror Hungry, atteint la 6e place des classements finlandais (Suomen virallinen lista). L'album comprend le single Terror Hungry.
En 2015, ils ont l'occasion de jouer en France au Hellfest. En février 2016, le groupe publie son troisième album, intitulé Braindead. L'album atteint la troisième place des classements finlandais. Ils participent au Hartwall Arena le 7 décembre 2015, avec Slayer et Anthrax. Au printemps 2016, ils tournent avec le groupe américain Exodus en Europe.

## Membres
- Samy Elbanna - guitare, chant
- Arttu Lesonen - guitare (ex-Raster Density, ex-Tarvas)
- Tapani Fagerström - batterie
- Mirko Lehtinen - basse